# Тальники (Ростовская область)
Тальники — посёлок в Сальском районе Ростовской области. Входит в состав Манычского сельского поселения.

## География

### Уличная сеть
- ул. Ленина,
- ул. Лесная,
- ул. Южная,
- пер. Восточный.

## История
В 1987 году указом ПВС РСФСР поселку третьего производственного отделения овцесовхоза им. Фрунзе присвоено наименование Тальники.

## Население
| 2010 |
| ---- |
| 304  |

## Достопримечательности
- Памятник воинам, погибшим в годы Великой Отечественной войны. Братская могила.